# Метатитанат магния
Метатитанат магния — неорганическое соединение,
соль магния и метатитановой кислоты с формулой MgTiO3,
бесцветные кристаллы.

## Получение
- Спекание оксидов магния и титана:

{\displaystyle {\mathsf {MgO+TiO_{2}\ {\xrightarrow {850^{o}C}}\ MgTiO_{3}}}}

## Физические свойства
Метатитанат магния образует бесцветные кристаллы
тригональной сингонии,
пространственная группа R 3,
параметры ячейки a = 0,540 нм, α = 55,02°, Z = 2
(a = 0,505478 нм, c = 1,38992 нм, Z = 6).